# Salto con gli sci ai IV Giochi olimpici invernali
Nel salto con gli sci ai IV Giochi olimpici invernali fu disputata una sola gara, il 16 febbraio, riservata agli atleti di sesso maschile. Le medaglie assegnate furono ritenute valide anche ai fini dei Campionati mondiali di sci nordico 1936

## Risultati
Sul Große Olympiaschanze K 90 gareggiarono, di fronte a 150.000 spettatori (tra i quali le massime cariche del Terzo Reich: Adolf Hitler, Hermann Göring e Joseph Goebbels), 48 atleti di 14 diverse nazionalità, che effettuarono due salti con valutazione della distanza e dello stile. Fu una delle gare più combattute nella storia del salto con gli sci ai Giochi olimpici: al termine del primo salto la classifica era guidata dallo svedese Sven Selånger davanti ai norvegesi Birger Ruud e Kåre Walberg, con il finlandese Lauri Valonen in quarta posizione e l'altro norvegese Reidar Andersen in quinta. Nel secondo salto il giapponese Shinji Tatsuta stabilì la massima misura della gara, ma non poté comunque competere per le medaglie a causa di una caduta nel primo salto. Walberg realizzò un ottimo salto, sia per distanza sia per stile, ma più tardi Ruud lo sopravanzò di un metro, sempre con ottimo stile. Selånger invece ottenne una buona misura, ma difettò in stile, scalando così al secondo posto; Wahlberg fu infine superato anche da Andersen. Nella classifica a squadre, che tuttavia non assegnava medaglie, dietro alla Norvegia si piazzò la Germania con quattro giovani atleti; tutti i tedeschi sarebbero caduti pochi anni dopo, durante la Seconda guerra mondiale.
| Pos.    | Atleta               | Nazione        | Salto     | Salto     | Punti giudici | Punti giudici | Punti giudici | Punti Totali |
| Pos.    | Atleta               | Nazione        | Metri     | Punti     | I             | II            | III           | Punti Totali |
| ------- | -------------------- | -------------- | --------- | --------- | ------------- | ------------- | ------------- | ------------ |
| Oro     | Birger Ruud          | Norvegia       | 75,0 74,5 | 59,4 59,1 | 18,0 19,5     | 18,0 19,0     | 19,5          | 232,0        |
| Argento | Sven Eriksson        | Svezia         | 76,0      | 60,0      | 18,5 18,0     | 18,5 19,0     | 18,5 18,0     | 230,5        |
| Bronzo  | Reidar Andersen      | Norvegia       | 74,0 75,0 | 59,0 59,4 | 18,5          | 18,5 19,0     | 17,5 18,5     | 228,9        |
| 4       | Kåre Walberg         | Norvegia       | 73,5 72,0 | 58,2 57,3 | 19,0 18,5     | 17,5 18,5     | 19,0          | 227,0        |
| 5       | Stanisław Marusarz   | Polonia        | 73,0 75,5 | 57,9 59,7 | 17,0 16,5     | 17,5 18,0     | 17,0 18,0     | 221,6        |
| 6       | Lauri Valonen        | Finlandia      | 73,5 67,0 | 58,2 53,7 | 17,5          | 18,5 18,0     | 19,0 17,0     | 219,4        |
| 7       | Masaji Iguro         | Giappone       | 74,5 72,5 | 59,1 57,6 | 16,5 17,5     | 17,5 18,5     | 14,5 17,0     | 218,2        |
| 8       | Arnholdt Kongsgård   | Norvegia       | 74,5 66,0 | 59,1 53,1 | 17,5          | 17,5 18,0     | 17,5          | 217,7        |
| 9       | Väinö Tiihonen       | Finlandia      | 71,5 70,0 | 57,0 55,8 | 17,5 17,0     | 17,0 17,5     | 16,5 17,0     | 215,3        |
| 10      | Hans Marr            | Germania       | 71,5 69,0 | 57,0 55,2 | 17,0 17,5     | 17,0 18,0     | 16,0 16,5     | 214,2        |
| 11      | Sverre Fredheim      | Stati Uniti    | 73,5 73,0 | 58,2 57,9 | 17,0 16,0     | 16,5          | 16,0          | 214,1        |
| 12      | Kurt Körner          | Germania       | 70,0 71,5 | 55,8 57,0 | 16,0 15,5     | 16,5 17,0     | 16,5 15,0     | 209,3        |
| 13      | Caspar Oimoen        | Stati Uniti    | 71,5 72,5 | 57,0 57,6 | 13,0 16,5     | 15,5 17,0     | 15,0 16,0     | 207,6        |
| 14      | Tormod Mobraaten     | Canada         | 71,5 66,5 | 57,0 53,4 | 14,0 15,0     | 16,5          | 16,0 18,5     | 206,9        |
| 15      | Sixten Johansson     | Svezia         | 63,0 66,0 | 51,0 53,1 | 18,0 17,5     | 15,5 17,0     | 17,0          | 206,1        |
| 16      | Nils Hjelmström      | Svezia         | 68,0 62,5 | 54,6 50,7 | 18,0 17,0     | 16,0          | 16,5 16,0     | 204,8        |
| 17      | Franz Haslberger     | Germania       | 64,0 67,0 | 51,9 53,7 | 17,0          | 16,0 17,0     | 15,5 16,5     | 204,6        |
| 18      | Paul Krauß           | Germania       | 62,5      | 50,7      | 17,5 18,0     | 16,0 17,0     | 17,5 17,0     | 204,4        |
| 19      | Richard Bühler       | Svizzera       | 63,0      | 51,0      | 17,0 16,5     | 16,5          | 17,5 18,0     | 204,0        |
| 19      | Sepp Bradl           | Austria        | 64,0 70,5 | 51,9 56,1 | 16,0          | 16,0 17,5     | 15,0 15,5     | 204,0        |
| 21      | Andrzej Marusarz     | Polonia        | 66,0      | 53,1      | 16,5          | 15,0 15,5     | 18,0 16,0     | 203,7        |
| 22      | Axel Östrand         | Svezia         | 61,0 68,0 | 49,8 54,6 | 16,5          | 16,0 17,0     | 15,5 17,5     | 203,4        |
| 23      | Roy Mikkelsen        | Stati Uniti    | 69,5 68,0 | 55,5 54,6 | 16,5 15,5     | 15,5 15,0     | 14,5 15,5     | 202,6        |
| 24      | Timo Murama          | Finlandia      | 71,0 70,0 | 56,4 55,8 | 14,0 15,0     | 15,5          | 15,0          | 202,2        |
| 25      | Hans Mariacher       | Austria        | 65,5 69,0 | 52,8 55,2 | 17,0 16,5     | 15,0 15,5     | 15,5 14,0     | 201,5        |
| 26      | Rudolf Rieger        | Austria        | 68,0 67,5 | 54,6 54,3 | 16,0 15,0     | 16,0 15,0     | 16,0 13,5     | 200,4        |
| 27      | Jaroslav Lukeš       | Cecoslovacchia | 69,0 71,0 | 55,2 56,4 | 14,0 15,0     | 15,5 15,0     | 14,5 13,5     | 199,1        |
| 28      | Marcel Raymond       | Svizzera       | 64,0 68,5 | 51,9 54,9 | 14,0          | 16,0 16,5     | 14,5 15,5     | 197,3        |
| 29      | Josef Kahl           | Cecoslovacchia | 64,0 64,5 | 51,9 52,2 | 15,0 16,0     | 15,5 15,0     | 16,0 14,5     | 196,1        |
| 30      | Walter Bietila       | Stati Uniti    | 66,5 63,5 | 53,4 51,3 | 16,0 14,0     | 15,0          | 16,0 14,5     | 195,2        |
| 31      | Iwao Miyajima        | Giappone       | 63,5      | 51,3      | 16,0 16,5     | 14,5 15,5     | 14,0 15,5     | 194,6        |
| 32      | Johann Lahr          | Cecoslovacchia | 64,5 66,0 | 52,2 53,1 | 13,0 15,0     | 15,5 15,0     | 14,0 16,0     | 193,8        |
| 33      | Bronisław Czech      | Polonia        | 62,5 63,5 | 50,7 51,3 | 15,0 16,0     | 16,0          | 13,5 14,5     | 193,0        |
| 34      | Reto Badrutt         | Svizzera       | 64,5 65,0 | 52,2 52,5 | 15,0 14,5     | 15,5 15,0     | 13,0 13,5     | 191,2        |
| 35      | Karl Baadsvik        | Canada         | 63,5 59,0 | 51,3 48,3 | 15,0          | 13,5 14,0     | 15,0          | 187,1        |
| 36      | Franz Aschenwald     | Austria        | 64,5 55,5 | 52,2 45,9 | 14,5          | 16,0 14,5     | 14,0          | 185,6        |
| 37      | Bruno Da Col         | Italia         | 59,0 61,0 | 48,3 49,8 | 13,0          | 13,0 15,0     | 13,5 14,0     | 179,6        |
| 38      | Norman Gagne         | Canada         | 58,0 57,0 | 47,7 47,1 | 14,0 15,0     | 12,0 12,5     | 14,0 15,0     | 177,3        |
| 39      | Franc Pribošek       | Jugoslavia     | 59,0 55,0 | 48,3 45,6 | 14,0 14,5     | 12,5 13,0     | 13,0 15,0     | 175,9        |
| 40      | Oldřich Buďárek      | Cecoslovacchia | 59,0 62,0 | 48,3 50,4 | 12,0          | 12,0 14,0     | 13,0 12,5     | 174,2        |
| 41      | Albin Novšak         | Jugoslavia     | 54,0 58,5 | 45,0 48,0 | 14,0 13,0     | 12,5 12,0     | 14,5 15,0     | 174,0        |
| 41      | Hubert Sandor Clompe | Romania        | 58,0 59,0 | 47,7 48,3 | 14,5 12,0     | 12,0 13,0     | 14,0 12,5     | 174,0        |
| 43      | Franc Palme          | Jugoslavia     | 61,0 55,0 | 49,8 45,6 | 13,0 12,0     | 12,0 11,0     | 13,0 12,5     | 168,9        |
| 44      | Albin Jakopič        | Jugoslavia     | 52,0 53,0 | 43,5 44,1 | 10,0 11,0     | 11,0          | 13,5 12,0     | 156,1        |
| 45      | Goro Adachi          | Giappone       | 73,0 71,0 | 57,9 26,4 | 17,0 6,0      | 18,0 5,0      | 16,5 4,0      | 150,8        |
| 46      | Shinji Tatsuta       | Giappone       | 73,5 77,0 | 28,2 30,0 | 7,0 8,0       | 5,0 10,0      | 5,0 8,0       | 101,2        |
| 47      | Sauli Pälli          | Finlandia      | 71,0 68,5 | 26,7 24,6 | 5,0           | 7,0 5,0       | 4,0 3,0       | 80,3         |
| 48      | Mario Bonomo         | Italia         | DNF       | DNF       | DNF           | DNF           | DNF           | DNF          |

## Medagliere
| Posizione | Paese    |   |   |   | Totale |
| --------- | -------- | - | - | - | ------ |
| 1         | Norvegia | 1 | 0 | 1 | 2      |
| 2         | Svezia   | 0 | 1 | 0 | 1      |
| Totale    | Totale   | 1 | 1 | 1 | 3      |